# گمینا خانشنو
گمینا خانشنو (به لهستانی:  Gmina Chąśno) یک گمینا در لهستان است که در شهرستان وویچ واقع شده‌است. گمینا خانشنو ۷۱٫۸۱ کیلومتر مربع مساحت و ۳٬۲۰۵ نفر جمعیت دارد.